# Selenogorsk (Krasnojarsk)

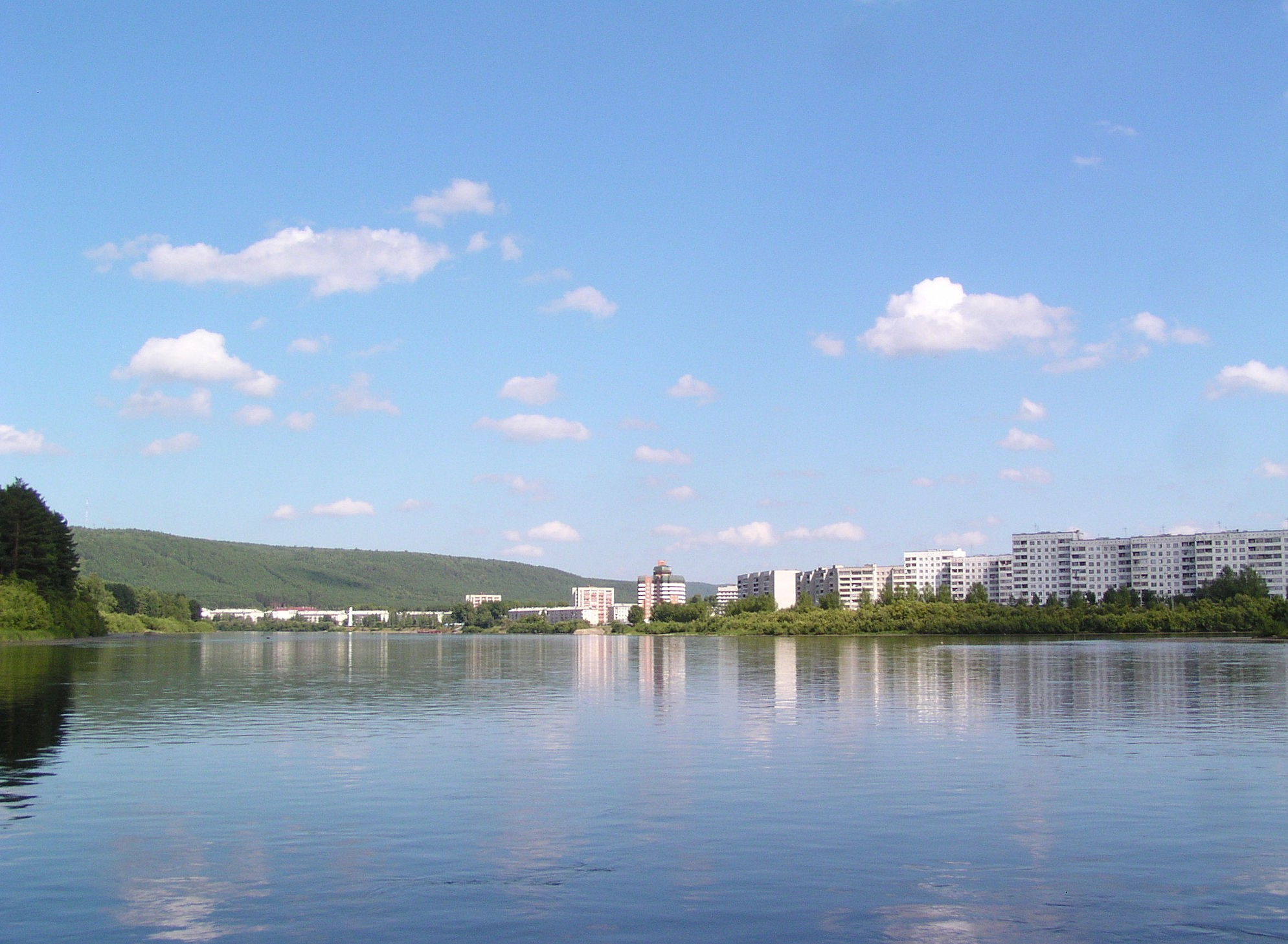
Blick auf Selenogorsk

Selenogorsk (russisch Зеленогорск) ist eine geschlossene Stadt mit 66.056 Einwohnern (Stand 14. Oktober 2010) in der Region Krasnojarsk in Russland. Sie liegt 103 km östlich der Regionshauptstadt Krasnojarsk am Ufer des Flusses Kan. Die nächstgelegenen Städte sind Saosjorny (16 km südöstlich), Borodino (29 km südöstlich) und Ujar (35 km südwestlich).

## Geschichte
An der Stelle der heutigen Stadt Selenogorsk bestand vor der Stadtgründung das Dorf namens Ust-Barga (Усть-Барга), das seit dem Jahr 1735 durch eine dort ansässige kleine Eisengießerei bekannt war.
In den 1950er-Jahren beschloss das sowjetische Atomenergieministerium, in der vom europäischen Teil des Landes räumlich weit entfernten Krasnojarsker Region einen Betrieb zur Uran-Anreicherung für Kernwaffen errichten zu lassen. Hierfür wurde ab dem Jahr 1956 binnen relativ kurzer Zeit eine neue Stadt aufgebaut, die aufgrund der üblichen Geheimhaltung der sowjetischen und russischen Atomindustrie von Anfang an für die Öffentlichkeit verschlossen blieb. Als Gründungsdatum der Stadt gilt der 18. Juli 1956, als hier mit dem Bau des ersten Wohnhauses begonnen wurde. Zunächst trug die Stadt den Codenamen Saosjorny-13, später wurde er in Krasnojarsk-45 geändert.
Die Urananreicherungsanlage, die unter dem Namen Elektrochemisches Werk agiert und eine Tochter des TWEL-Konzerns ist, wurde 1962 in Betrieb genommen. Die Stadt wurde im Wesentlichen nach dem für die Sowjetunion der Nachkriegszeit typischen städtebaulichen Muster errichtet und besteht daher zum größten Teil aus mehrstöckigen Plattenbauten sowie größeren Industriekomplexen.
Erst 1992 wurde die Existenz dieser Stadt offiziell bestätigt, nachdem Boris Jelzin die Öffnung aller geheimgehaltenen und geschlossenen Städte verkündet hatte. Den Namen Krasnojarsk-45 trug die Stadt bis 1994, als sie in Selenogorsk – wörtlich etwa „Stadt der grünen Berge“, ein auf dem Gebiet der ehemaligen Sowjetunion relativ verbreiteter Ortsname – umbenannt wurde. Der Zugang zur Stadt ist jedoch bis heute reguliert, unter anderem, weil die Einwohner der Stadt 1996 für die Beibehaltung des Status einer „geschlossenen Stadt“ votierten. Die Stadt kann von dort nicht Ansässigen oder Beschäftigten nur mit einer Sondergenehmigung betreten werden.

### Bevölkerungsentwicklung
| Jahr | Einwohner |
| ---- | --------- |
| 2002 | 69.355    |
| 2010 | 66.056    |

Anmerkung: Volkszählungsdaten

## Wirtschaft und Verkehr
Hauptbetrieb der Stadt ist das Elektrochemiewerk, das heute neben Kernwaffentechnik auch Konsumgüter wie Fernseher, Monitore, Stromzähler oder Kunststoffwaren produziert. Ein weiterer wichtiger Betrieb in Selenogorsk ist das Heizkraftwerk Krasnojarskaja GRES-2.
Der frühere Hauptwirtschaftszweig der Stadt, die Plutonium-Gewinnung, wurde völlig aufgegeben, aber der Stadt ist es gelungen, andere hochtechnologische Firmen anzuziehen, beispielsweise für Satellitenherstellung. Inzwischen werden in der Stadt etwa 75 % aller russischen Satelliten produziert, außerdem solche beispielsweise für Israel, Indonesien, die Ukraine und Kasachstan.
Die wichtigsten Verkehrsverbindungen zwischen Selenogorsk und anderen Städten verlaufen über die nahe gelegene Stadt Saosjorny, wo es unter anderem einen Bahnhof an der Transsibirischen Eisenbahn gibt. Dort in der Nähe verläuft auch die Fernstraße R255.

## Weiterführende Bildungseinrichtungen
Selenogorsk besitzt eine Filiale der Krasnojarsker Polytechnischen Hochschule.

## Söhne und Töchter der Stadt
- Juri Muchin (* 1971), Schwimmer
- Wladislaw Aminow (* 1977), Schwimmer[3]
- Konstantin Ossipow (* 1992), Volleyballspieler[4]
- Arina Opjonyschewa (* 1999), Schwimmerin[5]